# Carrières-Saint-Denis (Monet)
Pour les articles homonymes, voir Carrières-Saint-Denis.
Carrières-Saint-Denis est un tableau peint par Claude Monet, terminé en 1872. 
Depuis sa donation à l'État français en 1906 par Étienne Moreau-Nélaton, il est conservé dans les musées nationaux. Il est actuellement au Musée d'Orsay à Paris.

## Historique

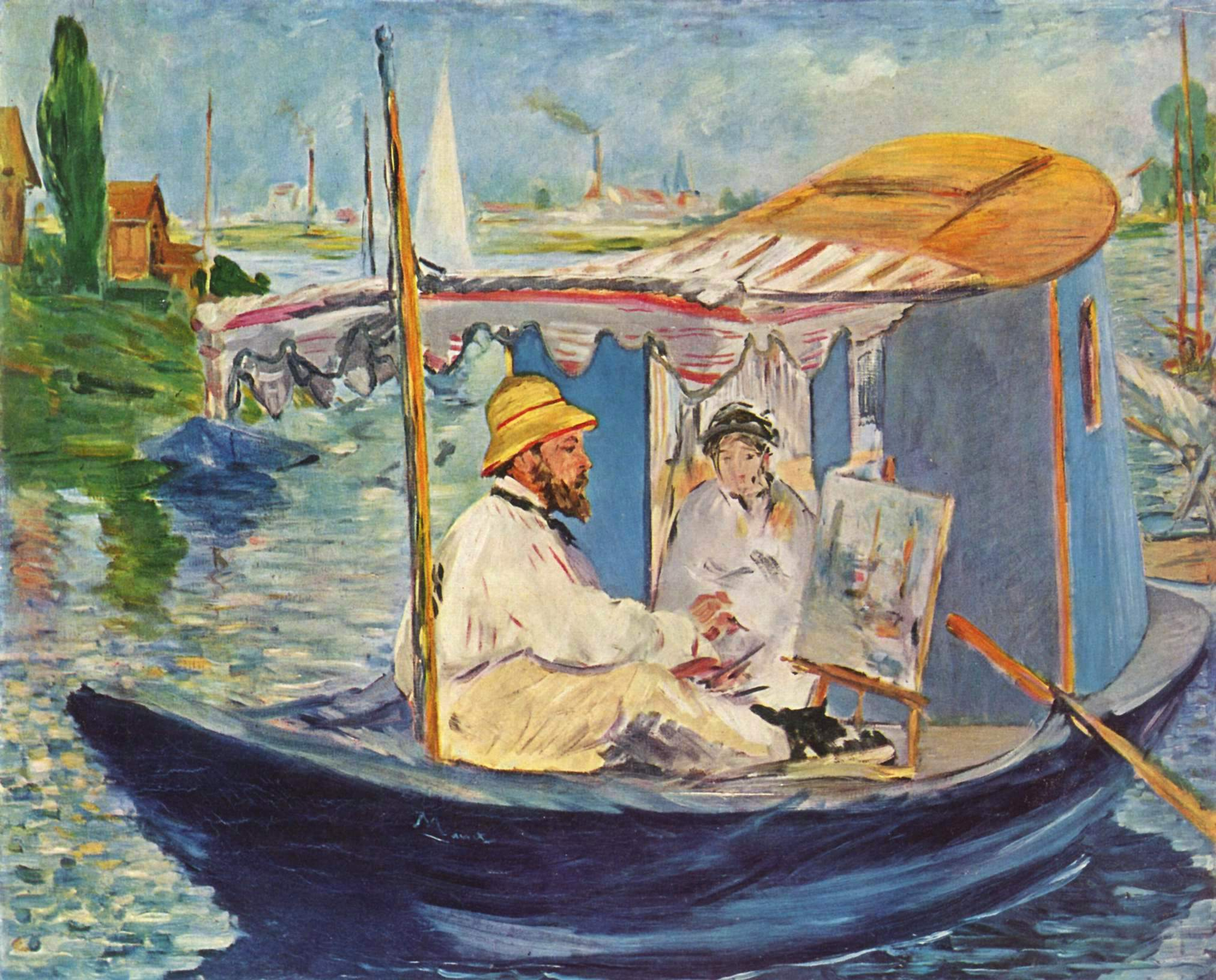
Claude Monet peignant dans son atelier, 1874, par Edouard Manet.

Le peintre impressionniste Claude Monet, alors âgé de 32 ans, habite Argenteuil (Seine-et-Oise) et descend en barque la Seine, lorsqu'il peint ce tableau en 1872,.
Intitulé Carrières-Saint-Denis, ancien nom de Carrières-sur-Seine, il fut peint par Monet, depuis une barque, ou depuis l'Île Fleurie face à Carrières.
La toile est vendue en avril 1895 par l'American Art Association sur ordre de Mr James Sutton, New York, Chickering Hall. Elle est acquise par le marchand d'art Paul Durand-Ruel, qui la vend en 1900 au collectionneur Étienne Moreau-Nélaton. Elle devient propriété de l'État par donation de ce dernier en 1906. Détenue d'abord par le département des peintures du musée du Louvre, elle est actuellement affectée au musée d'Orsay.
Une reproduction du tableau se trouve à l'entrée des Jardins de Mademoiselle de La Vallière, sur le Chemin des Impressionnistes.

## Composition
Sur ce tableau on voit le clocher de l'église et les vestiges de l'abbaye. La réflexion des peupliers sur l'eau est remarquablement traitée.
Monet signa deux fois ce tableau, en bas à droite, quand il termina son œuvre, puis à gauche, un peu au-dessus, sans doute à la demande de l'acquéreur pour la visibilité de la signature après encadrement de la toile dans un cadre plus petit.